# Killian Tillie
Killian Wiard Tillie (París, 5 de marzo de 1998) es un baloncestista francés que pertenece a la plantilla del Unicaja Málaga. Con 2,06 metros de estatura, puede jugar en las posiciones de ala-pívot o de pívot. Es hermano del también baloncestista profesional Kim Tillie.

## Trayectoria deportiva

### Universidad

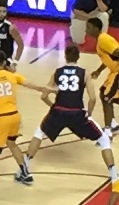
Tillie con Gonzaga en 2016.

Tras formarse en su país en el Centre Fédéral de Basket-Ball, jugó cuatro temporadas con los Bulldogs de la Universidad Gonzaga, en las que promedió 9,5 puntos, 4,6 rebotes y 1,4 asistencias por partido. En 2018 fue incluido en el segundo mejor quinteto de la West Coast Conference, tras ser el elegido mejor jugador del torneo de conferencia, mientras que en su última temporada como universitario lo fue en el primero.

#### Estadísticas
| Año     | Equipo  | PJ  | PT | MPP  | %TC  | %3P  | %TL  | RPP | APP | ROB | TPP | PPP  |
| ------- | ------- | --- | -- | ---- | ---- | ---- | ---- | --- | --- | --- | --- | ---- |
| 2016–17 | Gonzaga | 33  | 0  | 12.2 | .511 | .478 | .778 | 3.2 | .6  | .7  | .3  | 4.2  |
| 2017–18 | Gonzaga | 36  | 35 | 26.2 | .580 | .479 | .773 | 5.9 | 1.7 | .8  | 1.0 | 12.9 |
| 2018–19 | Gonzaga | 15  | 0  | 16.6 | .500 | .438 | .643 | 3.9 | 1.5 | .7  | .7  | 6.2  |
| 2019–20 | Gonzaga | 24  | 24 | 24.6 | .535 | .400 | .726 | 5.0 | 1.9 | 1.0 | .8  | 13.6 |
| Career  | Career  | 108 | 59 | 20.3 | .548 | .444 | .750 | 4.6 | 1.4 | .8  | .7  | 9.5  |

### Profesional
Tras no ser elegido en el Draft de la NBA de 2020, el 24 de noviembre firmó un contrato dual con los Memphis Grizzlies de la NBA y su filial en la G League, los Memphis Hustle. Debutó en la NBA el 28 de febrero de 2021 ante los Houston Rockets, logrando 3 puntos y 1 rebote.
Durante su segunda temporada, el 1 de enero de 2022, firma un contrato estándar con los Grizzlies por 2 años y $4 millones. Fue cortado tres días antes del comienzo de la temporada 2022-23.
El 21 de agosto de 2024 se hizo oficial su fichaje por el Unicaja Málaga, equipo que pertenece a la Liga ACB de España.

## Estadísticas de su carrera en la NBA

### Temporada regular
| Año     | Equipo  | PJ | PT | MPP  | %TC  | %3P  | %TL  | RPP | APP | ROB | TPP | PPP |
| ------- | ------- | -- | -- | ---- | ---- | ---- | ---- | --- | --- | --- | --- | --- |
| 2020-21 | Memphis | 18 | 1  | 10.1 | .333 | .303 | .818 | 1.3 | .4  | .3  | .4  | 3.2 |
| 2021-22 | Memphis | 36 | 3  | 12.8 | .339 | .314 | .625 | 1.7 | .6  | .6  | .4  | 3.3 |
| Total   | Total   | 54 | 4  | 11.9 | .337 | .311 | .737 | 1.6 | .6  | .5  | .4  | 3.2 |